# Bizau
Bizau es una gemeinde o municipio de Austria perteneciente al estado de Vorarlberg, distrito de Bregenz situado al sureste del lago de Constanza. El 42,7% de su superficie está cubierta de bosques, el 23,8% de su superficie es montañosa (parte de los Alpes).

## Historia
La primera vez que Bizau fue mencionado fue en el memorando Goswin von Ems de 1297. Durante el reinado de los Austrias, Bizau pertenecía alternativamente a Vorarlberg, Tirol y Vorderösterreich. Entre 1805-1814 perteneció a Baviera, después, volvió a ser de Austria. Desde su fundación en 1861 Bizau ha pertenecido a Vorarlberg. La ciudad pertenecía a la zona francesa de ocupación entre 1945 y 1955.

## Política

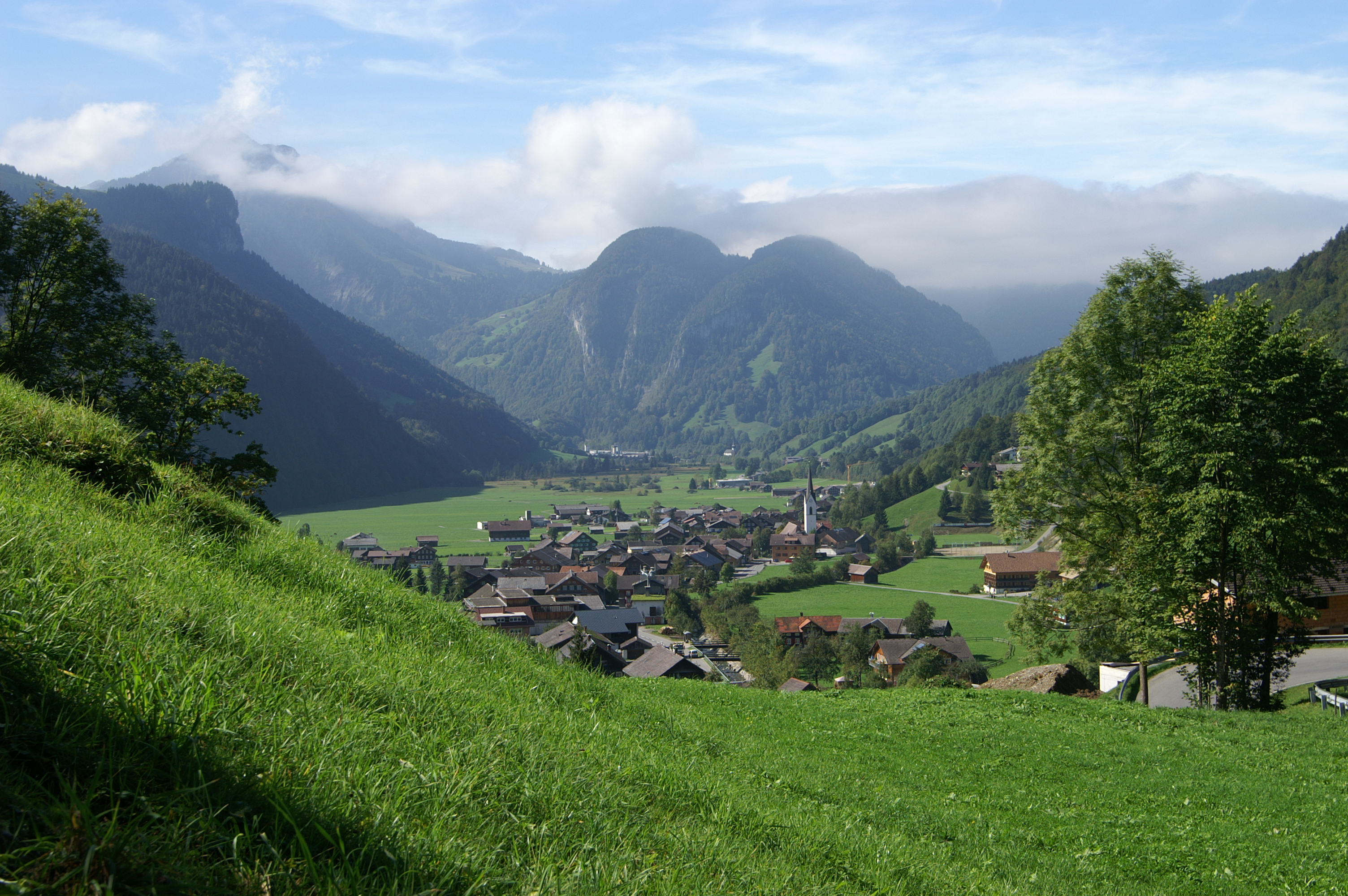
Fotografía de la gemeinde de Bizau (Austria).

El Consejo está formado por 12 miembros. La elección no se realizó a través de listas, sino por mayoría de votos. El alcalde se llama Josef Moosbrugger. Los ingresos municipales por impuestos y otros conceptos ascendieron en 2001 a 927.525 euros, mientras que los gastos de ese mismo año fueron de 1.269.211 euros, aumentando así la deuda total a 1.954.076 € en 2001.